# دشتی (آواز)
آواز دشتی یکی از آوازهای موسیقی ایرانی است و از ملحقات دستگاه شور دانسته می‌شود. آواز دشتی احتمالاً برگرفته از منطقهٔ دشتستان است (که امروزه در استان بوشهر قرار دارد و با استان فارس مجاورت دارد). با این حال برخی از گوشه‌های این آواز شباهت‌های فراوانی با موسیقی شمال ایران و به ویژه گیلان دارد.
از بین آوازهایی که جزء متعلقات دستگاه شور تلقی می‌شوند، دشتی بیشترین نزدیکی را با این دستگاه دارد. در آواز دشتی بر درجهٔ پنجم دستگاه شور تأکید می‌شود و این نت را نت شاهد آواز دشتی به حساب می‌آورند. این نت همچنین نت متغیر است و گاه یک ربع پرده بم‌تر می‌شود که سبب تمایز آواز دشتی از گوشهٔ حجاز (که در آواز ابوعطا به کار می‌رود) می‌شود. درجهٔ سوم شور، نت ایست آواز دشتی دانسته می‌شود و خاتمهٔ آواز دشتی نیز معمولاً در نت پایه شور است.
در برخی ردیف‌ها گوشهٔ عشاق به عنوان اوج آواز دشتی ذکر شده‌است، اما از دید برخی، عشاق متعلق به دستگاه نوا است و استفاده از آن در آواز دشتی نوعی پرده‌گردانی تلقی می‌شود. بسیاری از ترانه‌ها و لالایی‌های محلی در ایران در آواز دشتی هستند. این آواز به‌طور سنتی بسیار غم‌انگیز است و حتی گوشه‌ای به نام «غم‌انگیز» نیز در ردیف این آواز وجود دارد. از این آواز در تعزیه بسیار استفاده می‌شود که هم به دلیل حس غم‌انگیز آن و هم به دلیل گوش‌آشنا بودن دشتی در فرهنگ موسیقی محلی ایران است. با این حال در دوران معاصر، قطعات زیادی در دشتی ساخته شده‌اند که حالت غم‌انگیز و سوزناک ندارند و برعکس وجدآور یا حماسی هستند که سرود مشهور «ای ایران» از جملهٔ آن‌هاست.

## تاریخچه
در رساله‌های موسیقی پیش از دوران قاجار، اسمی از آواز دشتی نیامده‌است. در کلیات یوسفی نیز که در دورهٔ فتحعلی‌شاه قاجار نوشته شده، اسمی از دشتی برده نشده‌است. اما فرصت شیرازی در بحورالالحان (تألیف‌شده در اواخر دورهٔ قاجار) نام دشتی را میان متعلقات دستگاه شور آورده‌است، لذا حدس زده می‌شود که نامگذاری این آواز در این دوره رخ داده باشد، به خصوص که در تحول مقام به دستگاه نیز تقسیم‌بندی دستگاهی که امروزه رایج است (شامل هفت دستگاه و پنج آواز) به همین دورهٔ تاریخی نسبت داده می‌شود. ژان دورینگ دشتی را یکی از نواهای قدیمی موسیقی ایرانی می‌داند که تا مدت‌ها نام خاصی نداشته‌است.
به نظر می‌رسد که آواز دشتی ریشه در منطقهٔ دشتستان در جنوب ایران داشته باشد. دورینگ نیز از یوسف فروتن چنین نقل می‌کند که دشتی از منطقهٔ بوشهر به ردیف آورده شده‌است. سوای نام خود این آواز، نام برخی از گوشه‌های آن (نظیر «حاجیانی» و «بیدکانی» که نام نوعی آواز محلی در منطقهٔ بوشهر هم هستند) به عنوان سندی برای این مدعا ذکر شده‌است. با این حال، برخی از گوشه‌های آواز دشتی شباهت فراوانی با موسیقی شمال ایران (به خصوص موسیقی گیلان) دارد. این امر موجب شده که برخی شکل‌گیری آواز دشتی را نه به شمال و نه به جنوب ایران، بلکه به تهران (پایتخت ایران در دوره قاجار، که مرکز گردهمایی موسیقی‌دانان آن زمان نیز بود) نسبت دهند. با این حال، برخی از ردیف‌دانان معتقدند که گوشه‌هایی نظیر «دیلمان» و «طبری» که برگرفته از موسیقی گیلان (به ویژه منطقهٔ دیلمان) و مازندران هستند بعداً توسط ابوالحسن صبا به آواز دشتی اضافه شده و توسط دیگر ردیف‌دانان (از جمله محمود کریمی) تکرار گشته تا آن که امروزه جزئی از آواز دشتی دانسته می‌شود. همچنان که از نام گوشهٔ «چوپانی» برمی‌آید، آواز دشتی بین چوپان‌ها نیز رایج است و بسیار پیش می‌آید که آنان قطعه‌ای در دشتی را با نی بنوازند. گوشهٔ چوپانی نیز توسط صبا به ردیف دشتی افزوده شده‌است.
در موسیقی عراق نیز مقامی با نام «الدشت» وجود دارد که از خانوادهٔ مقام بیات عراقی است و از نظر درجات با آواز دشتی نزدیکی دارد و احتمالاً از موسیقی ایران (یا از فرهنگ مناطق جنوبی ایران) نشئت گرفته‌است. همچنین در موسیقی آذربایجان نیز آواز دشتی شناخته شده‌است اما بسیار کم اجرا می‌شود، و وجه مشخصهٔ آواز دشتی (که پایین آوردن درجهٔ پنجم به عنوان نت متغیر است) را ندارد. مدهای مرتبط در موسیقی ترکی و افغانستانی نیز وجود دارند که از این وجه مشخصه برخوردار نیستند.

## تحلیل ردیف

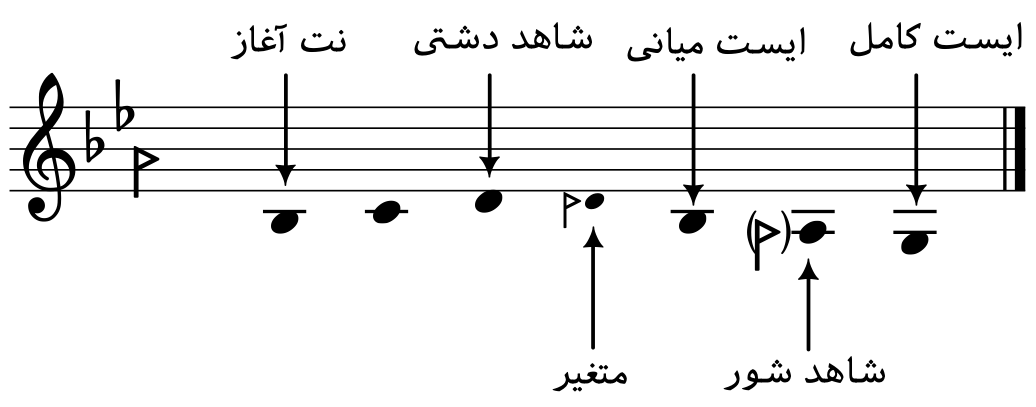
مختصات آواز دشتی بر پایهٔ شورِ سُل؛ درجهٔ سوم شور نت آغاز دشتی و درجهٔ پنجم شور نت شاهد دشتی است، که این آخری نت متغیر نیز هست.

به عقیدهٔ فرهاد فخرالدینی از بین متعلقات دستگاه شور، آواز دشتی بیشترین شباهت را به این دستگاه دارد و آن را باید «فرزند خَلَف شور» دانست.
آواز دشتی بر محوریت درآمد دستگاه شور است. درجهٔ پنجم شور نت شاهد آواز دشتی تلقی می‌شود و این نت همچنین نت متغیر نیز هست (گاه ربع پرده بم‌تر می‌شود) که این تغییر باعث تمایز آن از گوشهٔ حجاز می‌شود. درجهٔ سوم شور نت ایست دشتی است و خاتمهٔ آواز دشتی به‌طور سنتی با فرود به درجهٔ اول دستگاه شور همراه است. تغییر درجهٔ پنجم شور در آواز دشتی، نشانه‌ای از اعتبار درجهٔ چهارم شور دانسته می‌شود که باعث می‌شود درجهٔ پنجم به سمت آن گرایش پیدا کرده و ربع پرده پایین آورده شود. همچنین باید توجه داشت که درجهٔ سوم شور که نت آغاز دشتی نیز هست، نقش یک نت ایست موقت را ایفا می‌کند و خاتمهٔ آواز دشتی به‌طور سنتی روی این درجه نیست بلکه روی نت پایهٔ دستگاه شور است. برخلاف دستگاه شور که در آن درجهٔ دوم (نت شاهد شور) از اهمیت زیادی برخوردار است، درجهٔ دوم شور در آواز دشتی فاقد اهمیت است و بیشتر ملودی آواز دشتی در فاصلهٔ درجات سوم تا هفتم شور رخ می‌دهد. در آواز دشتی جهش به اندازهٔ فاصله سوم کوچک یا بزرگ متداول است و جهش از درجهٔ سوم تا هفتم (فاصلهٔ چهارم درست) نیز دیده می‌شود.
در بیشتر ردیف‌ها، دشتی به عنوان یکی از متعلقات دستگاه شور طبقه‌بندی می‌شود. با این حال هرمز فرهت دشتی را یک دستگاه مستقل می‌داند. مهدی برکشلی هم اگر چه دشتی را جزئی از شور می‌داند ولی ذکر می‌کند که دشتی «استقلال نیمه‌کاملی» دارد و به آن لقب «دستگاه فرعی» می‌دهد و گوشه‌های زیر را برایش برمی‌شمرد: درآمد، دوبیتی (اغلب با اشعار بابا طاهر عریان خوانده می‌شود)، گیلکی (در آن نت متغیر وجود ندارد و نت شاهد ثابت است)، گبری (نت شروع: درجهٔ چهارم، نت متغیر: ندارد) و بیات کرد (نت شروع: درجهٔ چهارم).
گوشه‌هایی که در بیشتر روایت‌های ردیف آواز دشتی ذکر شده‌اند عبارتند از:
- دشتستانی
- حاجیانی
- بیدگلی (یا بیدِکانی)
- چوپانی
- اوج
- گیلکی
- کوچه‌باغی
- غم‌انگیز
- سَمَلی

علاوه بر این‌ها، گوشه‌های گیلکی، دیلمان، طبری (یا مازندرانی، یا امیری) و داغستانی نیز در برخی ردیف‌های این آواز آمده‌اند. همچنین برخی ردیف‌ها از گوشهٔ اوج با نام «عشاق» یادکرده‌اند، اگر چه گوشهٔ عشاق مربوط به دستگاه نواست. گوشه‌های دیگری که به ندرت در ردیف دشتی ذکر شده‌اند عبارتند از: کرشمه، سارَنج، قطار، گلریز، رباعی، مثنوی و زارونَزار. فخرالدینی همچنین کاربرد گوشه‌هایی همچون عشاق، سملی و بیات کرد را برای کاستن از یکنواختی آواز دشتی می‌داند. در ردیف میرزاعبدالله دشتی بسیار محدود است و اجرایش تنها حدود ۶ دقیقه طول می‌کشد و شامل سه گوشهٔ اوج، بیدکانی و هیجانی است. تفاوت‌های قابل توجه در فهرست گوشه‌هایی که در ردیف‌های مختلف برای آواز دشتی گنجانده شده، خود نشانه‌ای از شکل‌گیری این آواز در گذشتهٔ نزدیک دانسته شده‌است.
بیشتر گوشه‌های دشتی از نظر فواصل در همان پرده‌های اصلی دشتی اجرا می‌شوند و وجه تمایز آن‌ها عمدتاً از نظر نوع تحریرهاست. به گفتهٔ فخرالدینی گوشهٔ دیلمان را گاهی با کمک الگوی مشخص آن می‌توان شناسایی کرد که شامل شش نیم‌جمله (مطابق با شش مصراع شعر) است که به ترتیب روی درجهٔ پنجم، چهارم، هشتم، پنجم، چهارم و یکم شور ایست می‌کنند. برونو نتل یک ویژگی دیگر هم برای آواز دشتی برمی‌شمارد از این قرار که برخلاف دیگر دستگاه‌ها و آوازها، اجرای دشتی با گوشهٔ درآمد آغاز نمی‌شود و گوشهٔ اول آن در برخی ردیف‌ها گوشهٔ «هیجانی» نامیده می‌شود.

### گوشهٔ عُشّاق
گوشهٔ عشاق تنها گوشهٔ متمایز در آواز دشتی است. این گوشه اگر چه از نظر فواصل با درجات شور مطابق است اما معمولاً در اجرای خود دستگاه شور به کار نمی‌رود. در عوض، در اجرای دستگاه‌هایی نظیر همایون، راست‌پنج‌گاه و نوا و نیز در آوازهای بیات اصفهان و ابوعطا گوشهٔ عشاق به کار می‌رود و ساختارش نیز در تمام این دستگاه‌ها کمابیش یکسان است. از دید هرمز فرهت اجرای عشاق در انتهای آواز دشتی، راه را برای برگشت به مسیر اصلی دستگاه شور هموار می‌کند تا این آواز نیز مانند آواز ابوعطا با فرود به شور خاتمه یابد. داریوش صفوت معتقد است که در گذشته در ابوعطا و دشتی از پرده‌گردانی پرهیز می‌شده اما امروزه برای تنوع بخشیدن به این آوازها، از گوشهٔ عشاق استفاده می‌شود.

## احساس
آواز دشتی را معمولاً غم‌انگیز و سوزناک توصیف کرده‌اند،  و برای اجرای تعزیه مناسب دانسته‌اند. داریوش صفوت هم دشتی را سوزناک و دلخراش توصیف می‌کند و معتقد است که این حالت دلخراش در دشتی بیشتر از شور نمود دارد.
اما پس از دورهٔ قاجار آهنگ‌سازان مختلفی از آواز دشتی برای ساختن ترانه‌ها و تصنیف‌های مهیج و حماسی نیز استفاده کرده‌اند؛ از جمله علینقی وزیری که سرود «ای وطن» را در این آواز ساخت و روح‌الله خالقی (از شاگردان وزیری) که سرود مشهور ای ایران را در این آواز آفرید. هدف خالقی از ساختن سرود ای ایران در مایهٔ دشتی مشخصاً اثبات این بود که آواز دشتی لزوماً برای فضاهای غمگین نیست.
با این حال، این نظرات مورد توافق همهٔ موسیقی‌دانان ایرانی نیست، چنان‌که برونو نتل در مصاحبه با نوازندگان ایرانی به کسانی برخورده که دشتی را شاد و با نشاط توصیف می‌کرده‌اند.

## نمونه‌ها
برخی از آثار معروف در آواز دشتی عبارتند از: سرود ای ایران از روح‌الله خالقی، قطعات کاروان و در قفس از ابوالحسن صبا، تصنیف موسم گل از موسی معروفی، قطعهٔ کاروان از مرتضی محجوبی با صدای غلامحسین بنان، و تصنیف الهه ناز اثر اکبر محسنی با آواز بنان. آلبوم شب، سکوت، کویر با آهنگسازی کیهان کلهر و خوانندگی محمدرضا شجریان نیز در آواز دشتی است. تصنیف از خون جوانان وطن لاله دمیده از عارف قزوینی که پس از او توسط خوانندگان مختلف از جمله شجریان اجرا شده نیز در آواز دشتی است.
از نمونه‌های گوشهٔ دیلمان می‌توان به موسیقی تیتراژ مجموعه تلویزیونی پس از باران با صدای فریدون پوررضا اشاره کرد.
فرصت شیرازی بحر هَزَج مُسَدَّس (بر وزن مَفاعیلُن مفاعیلن مفاعیل) را برای آواز دشتی پیشنهاد کرده و در ردیف‌های آوازی برای گوشه‌های مختلف دشتی با اشعاری بر این وزن نمونه‌هایی یافت می‌شود. گنجوی تبریزی نیز در رساله‌ای که در دورهٔ مظفرالدین شاه قاجار نگارش کرده، بحر خفیف مسدس (بر وزن فاعلاتُن مَفاعلُن فَعَلُن) را برای آواز دشتی مناسب دانسته‌است.
در تعزیه‌خوانی نیز آواز دشتی در کنار آوازهای بیات ترک و شور بیشترین کاربرد را دارد دلیل این امر هم حس حزن‌انگیز آواز دشتی، و هم کاربرد گستردهٔ دشتی در موسیقی محلی و در نتیجه وجود سابقهٔ ذهنی از دشتی در فرهنگ موسیقی محلی ایران دانسته شده‌است. در مرثیه‌خوانی‌های منطقه کهگیلویه (که به آن شَروه‌خوانی نیز گفته می‌شود و در منطقهٔ بوشهر و هرمزگان نیز متداول است) هم از آواز دشتی استفادهٔ بسیار می‌شود. در منطقهٔ گیلان نیز از گوشهٔ دیلمان برای اجرای تعزیه‌هایی به زبان گیلکی استفاده می‌شود.
همچنین بخش زیادی از موسیقی فولکلور ایران در دشتی بوده‌است. برای نمونه، فریدون پوررضا در بررسی موسیقی محلی گیلان به جز چند قطعهٔ معدود در دستگاه‌های چهارگاه و نوا، بقیهٔ ترانه‌های محلی را در دستگاه شور و به خصوص در آواز دشتی یافت. نوعی از لالایی موسوم به «گاره سری» که در گیلان رایج است نیز در آواز دشتی خوانده می‌شود. در دیگر مناطق ایران هم لالایی‌ها معمولاً در آواز دشتی خوانده می‌شوند.

## منبع‌شناسی
علی تجویدی مجموعه‌ای از قطعه‌های آواز دشتی را بر اساس روش ابوالحسن صبا برای ساز ویولن، در قالب کتابی به نام «آواز دشتی» گردآوری کرد که بعداً توسط کاوه کشاورز منتشر شد. روح‌الله خالقی نیز در کتاب تجزیه و تحلیل و شرح ردیف موسیقی ایران یک فصل را به آواز دشتی اختصاص داده‌است.